# Réserve naturelle nationale du massif forestier de Strasbourg-Neuhof/Illkirch-Graffenstaden
La réserve naturelle du Massif forestier de Strasbourg-Neuhof/Illkirch-Graffenstaden (RNN176) est une réserve naturelle nationale de France située en collectivité européenne d'Alsace. Créée en 2012, elle protège une partie de la forêt du Neuhof.

## Localisation
Le territoire de la réserve naturelle est situé dans la circonscription administrative du Bas-Rhin sur le territoire des communes de Illkirch-Graffenstaden et Strasbourg.

## Histoire du site et de la réserve
Le classement du site était demandé depuis les années 1980 par les naturalistes.

## Écologie (Biodiversité, intérêt écopaysager…)
Le site est une relique des forêts rhénanes. Le Rhin tout proche y a déposé des alluvions fertiles lors de ses crues.

### Flore
Le milieu est parcouru de lianes de différentes espèces (Lierre, Clématite, etc.) qui rendent compte de la dynamique végétale.

### Faune
Outre les mammifères habituels (Sanglier, Chevreuil, etc.), on peut rencontrer le Héron cendré ou le Grand cormoran au voisinage des bras d'eau.

## Administration, Plan de gestion, règlement

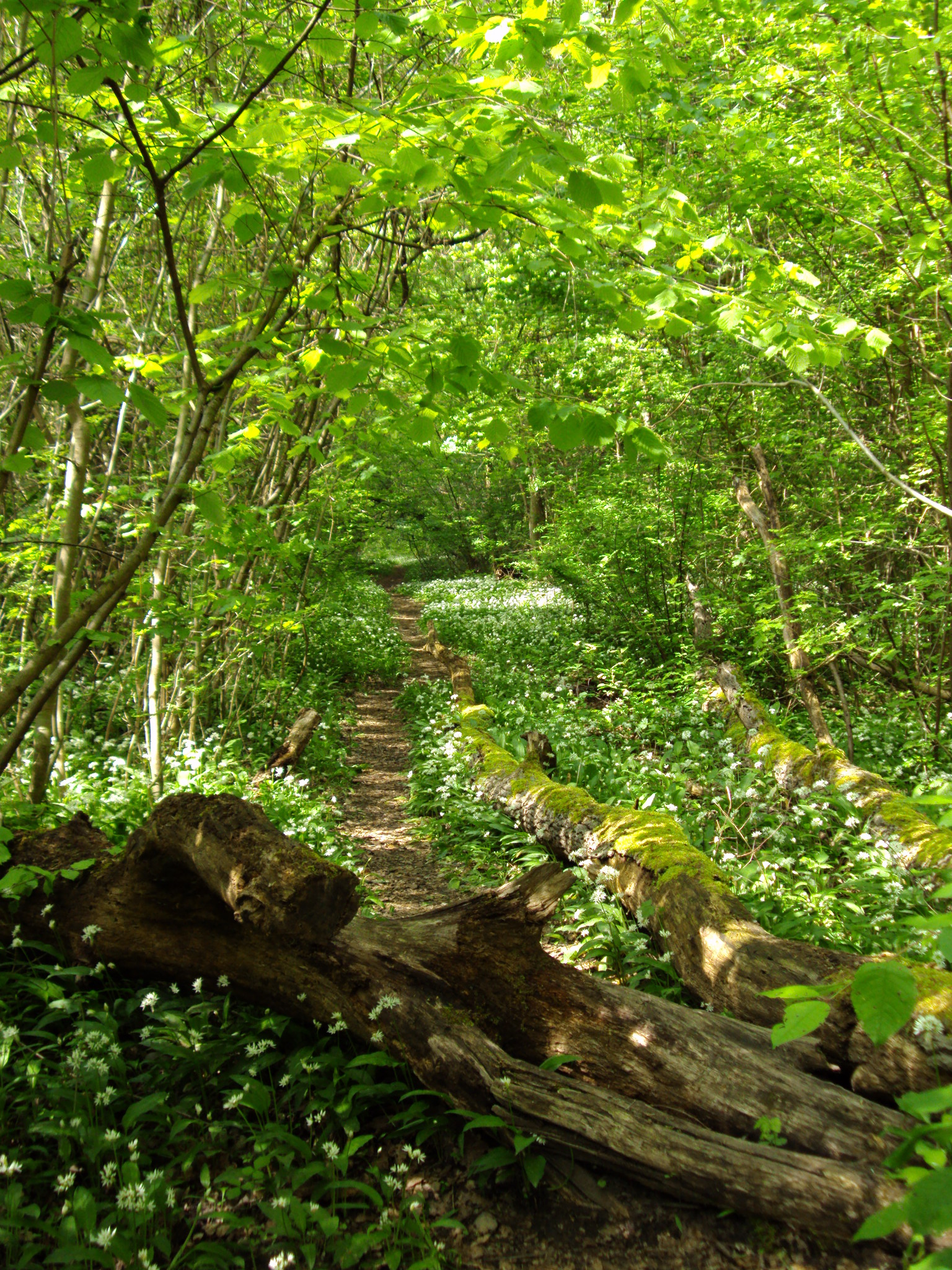
Sentier Katzebuckel.

La réserve naturelle est gérée par la ville de Strasbourg.

### Outils et statut juridique
La réserve naturelle a été créée par le Décret no 2012-1039 du 10 septembre 2012.

## Intérêt touristique
À proximité immédiate de Strasbourg, la forêt forme un espace très fréquenté par les promeneurs.